# 로버트 로워리

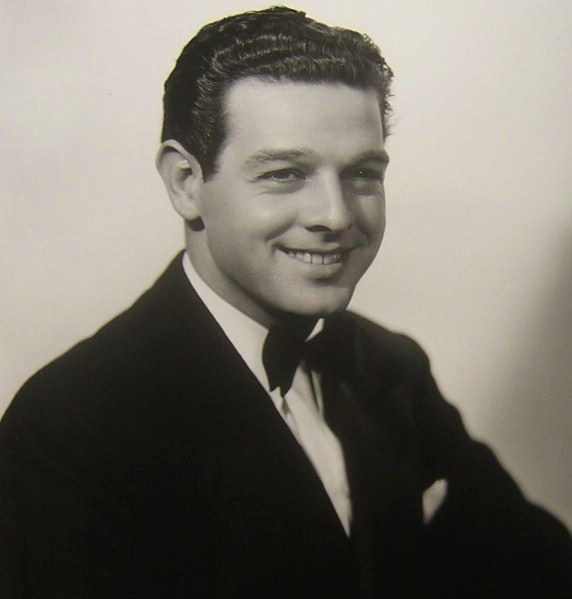

로버트 라워리(Robert Lowery, 1913년 10월 17일 ~ 1971년 12월 26일)는 미국의 배우, 연극 배우, 텔레비전 배우, 영화배우이다.
캔자스시티에서 태어났으며 로스앤젤레스에서 사망하였다. 사인은 심근 경색이다.

## 영화
- 시크릿 커팅 (2000년)
- 발라드 오브 조시 (1967년)
- 맥린턱 (1963년)
- 선셋 77번가 (1958년)
- 페리 메이슨 (1957년)
- 용감한 린티 (1954년)
- 배트맨과 로빈 (1949년)
- 미이라의 유령 (1944년)
- 캠퍼스 리듬 (1943년)
- 노스 스타 (1943년)
- 12월 7일 (1943년)
- 타잔의 사막 미스터리  (1943년)
- 돈 온 더 그레이트 디바이드 (1942년)
- 리멤버 더 데이 (1941년)
- 메릴랜드 (1940년)
- 쾌걸 조로 (1940년)
- 세컨드 피들 (1939년)
- 링컨 (1939년)
- 모호크족의 북소리 (1939년)
- 해피 랜딩 (1938년)
- 포맨 앤 프레어 (1938년)
- 서브마린 패트롤 (1938년)
- 유 캔트 해브 에브리씽 (1937년)
- 웨이크 업 앤 라이브 (1937년)